# Pontremoli
Pontremoli is een gemeente in de Italiaanse provincie Massa-Carrara (regio Toscane) en telt 8153 inwoners (31-12-2004). De oppervlakte bedraagt 182,6 km², de bevolkingsdichtheid is 45 inwoners per km².

## Demografie
Pontremoli telt ongeveer 3671 huishoudens. Het aantal inwoners daalde in de periode 1991-2001 met 4,5% volgens cijfers uit de tienjaarlijkse volkstellingen van ISTAT.
| Jaar | Inwoneraantal |
| ---- | ------------- |
| 1991 | 8639          |
| 2001 | 8252          |

## Geografie
De gemeente ligt op ongeveer 236 m boven zeeniveau.
Pontremoli grenst aan de volgende gemeenten: Albareto (PR), Berceto (PR), Borgo Val di Taro (PR), Corniglio (PR), Filattiera, Mulazzo, Zeri.

## Galerij

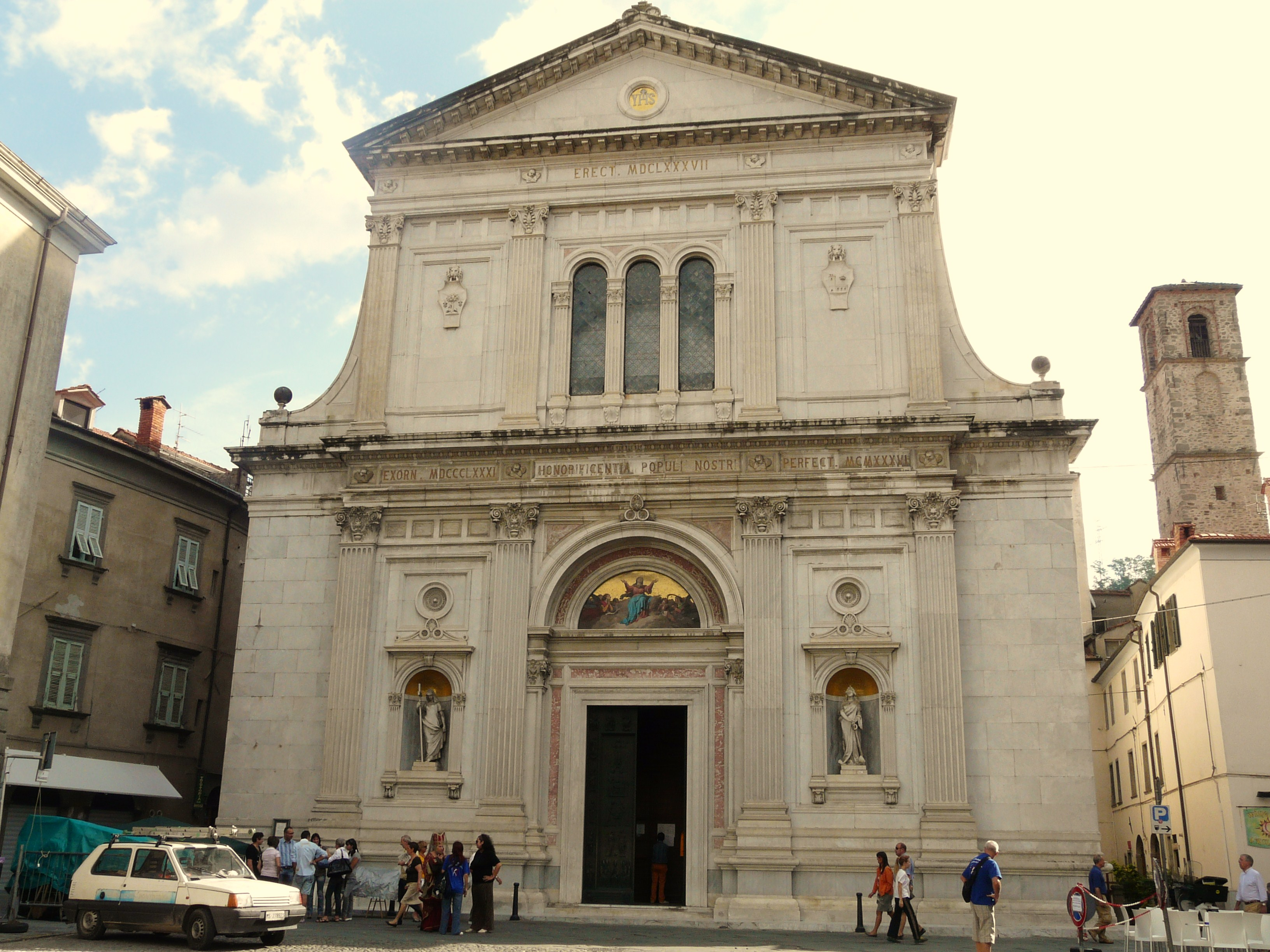
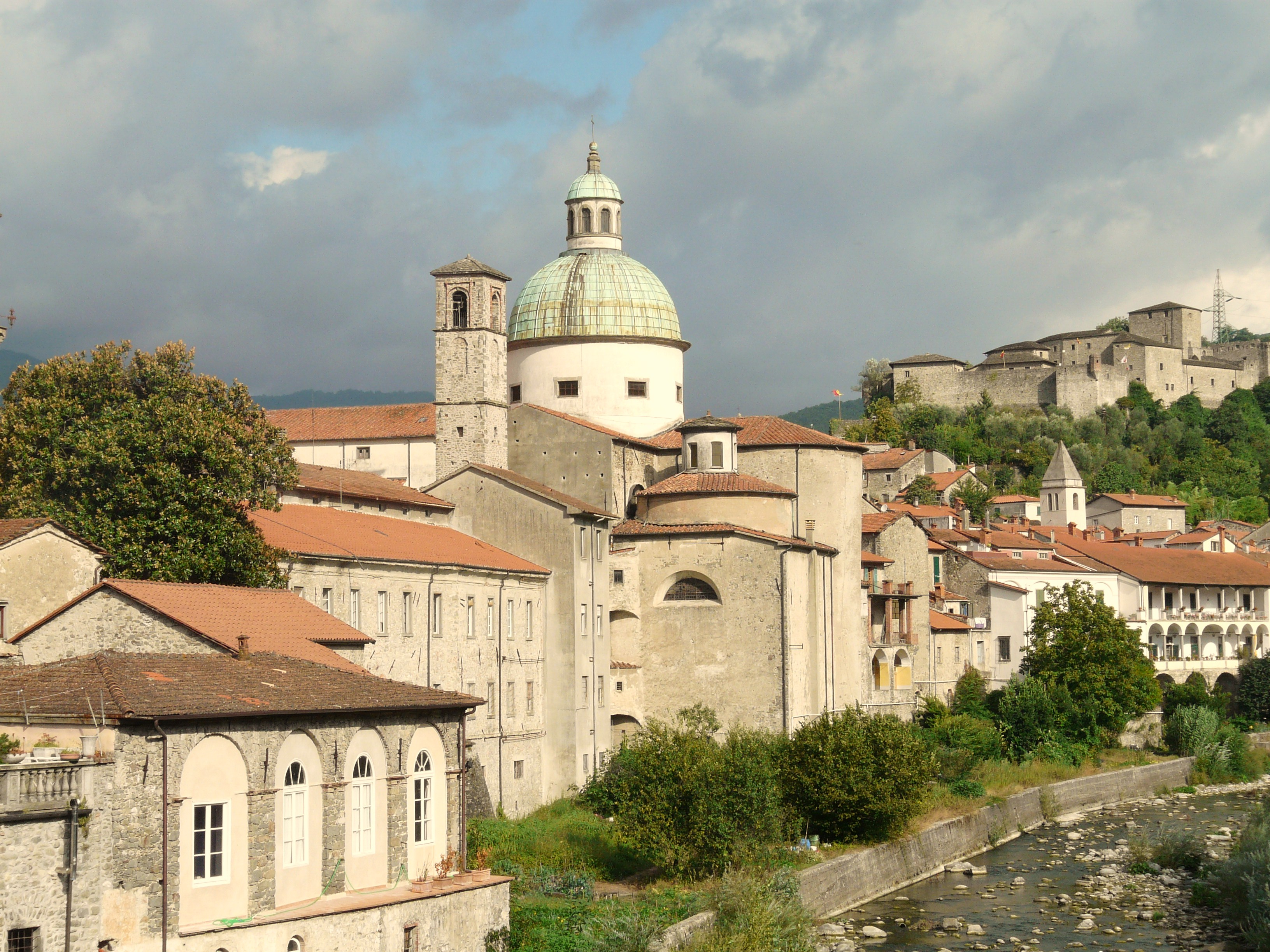
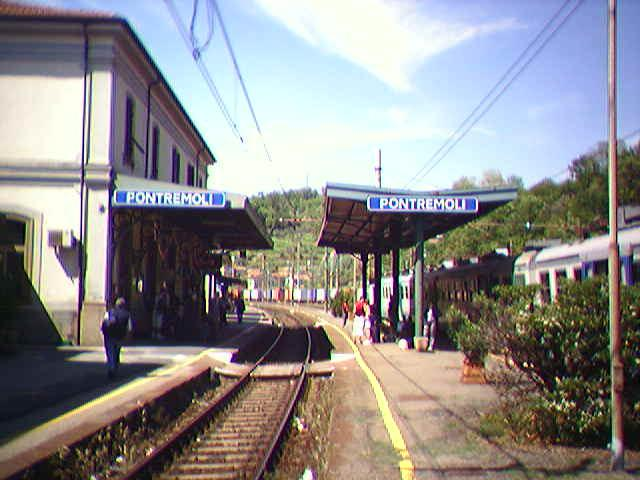
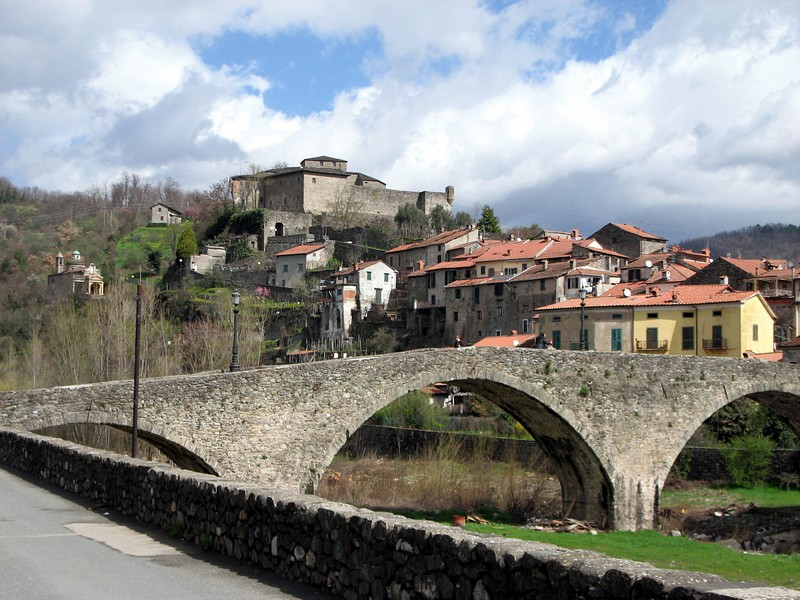